# Georgsmarienhütte

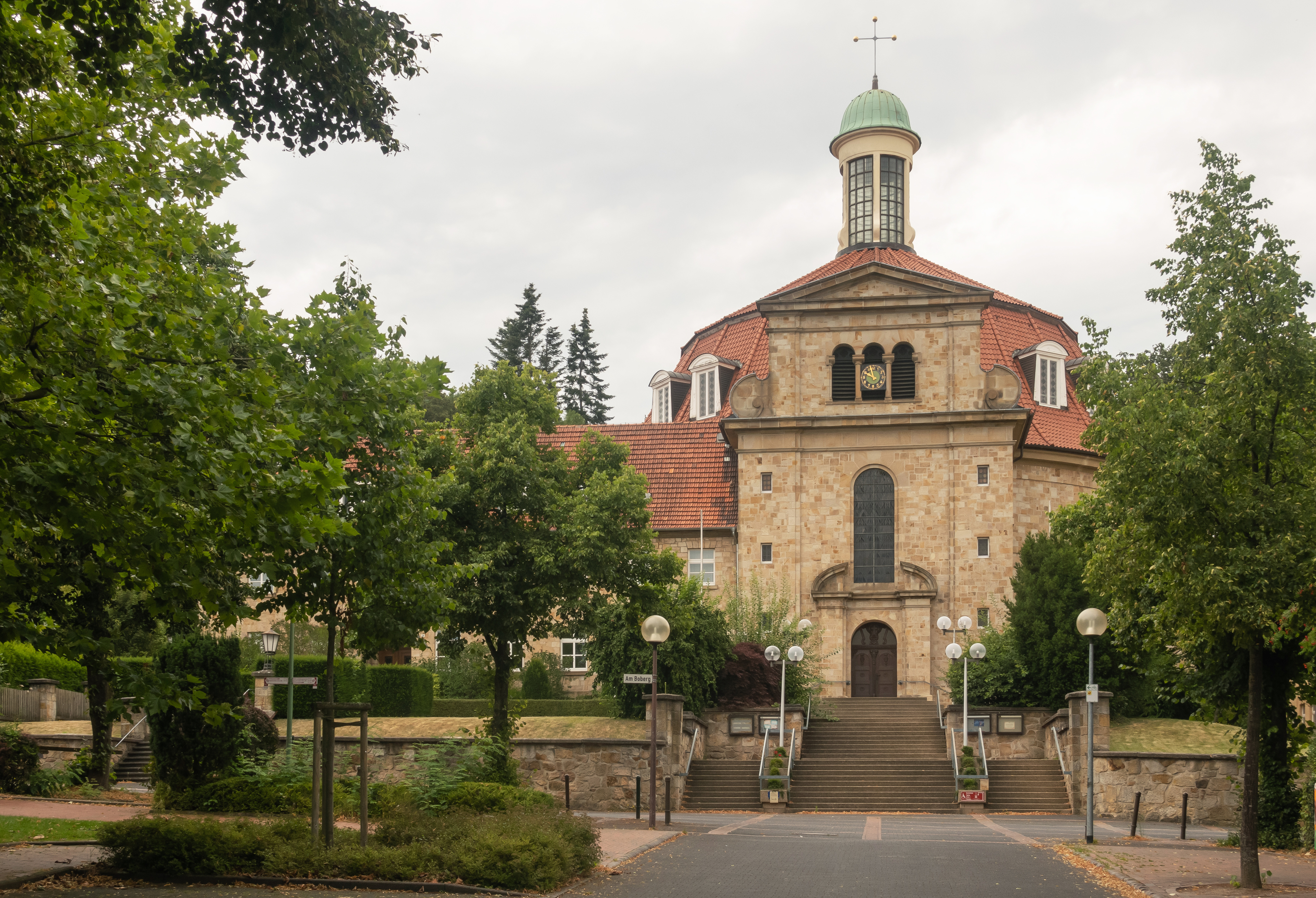
Georgsmarienhütte-Holzhausen, la Klosterkirche y el monasterio Ohrbeck

Georgsmarienhütte es una ciudad en Baja Sajonia en el distrito de Osnabrück a 17 km del Bosque Teutónico. Entre lo más destacado de la ciudad figura el monasterio de Osede, que data del siglo XII.

## Geografía
La ciudad se denomina localmente como "Stadt im Grünen" (ciudad en el campo) se encuentra en la comarca de Osnabrück entre la ciudad al norte y el Bosque teutónico al sur. Al sur limita con Bad Iburg, donde está la pequeña montaña denominada Dörenberg con una altura de 331 m.

## Cultura
- Museo Villa Stahmer, Museo exposición de la historia de la ciudad y de la región, lugar de reunión para actividades culturales
- Waldbühne Kloster Oesede.
- Capilla del Monasterio (KSK) de 1982
- Biblioteca de la ciudad KÖB, en Oesede
- Club de música de 1860, orquesta con gran historia
- Schützenverein Malbergen de 1899 e.V.
- Schützenverein Kloster Oesede de 1660 e.V.

## Política

### Composición de la ciudad
- Oesede, Dröper
- Alt-Georgsmarienhütte, Malbergen
- Holzhausen
- Holsten-Mündrup
- Kloster Oesede
- Harderberg

### Ciudades hermanas
- Emmen (Países Bajos)
- Ramat Hasharon (Israel)
- Kłodzko (dt. Glatz, Polonia)
- Remagen
- St. Macaire en Mauges (Francia)
- Bournemouth (Gran Bretaña)

## Personas relevantes
- Hans Peter Adamski (*1947 en Monasterio de Osede), Pintor de la Jungen Wilden y profesor de pintura de la Hochschule für Bildende Künste Dresden
- Conny Dachs (denominado también Michael G. Konrad) (*1963 en Georgsmarienhütte), actor porno
- Stefan Niggemeier (*1969 en Georgsmarienhütte-Harderberg), periodista, fundador de los Bildblogs